# Zębiełek kłapouchy
Zębiełek kłapouchy (Crocidura arispa) – gatunek ssaka z rodziny ryjówkowatych (Soricidae). Jest gatunkiem endemicznym dla południowej Turcji, znany jest z dwóch miejscowości: Ulukışla i Niğde. Zamieszkuje obszary skaliste o suchym klimacie.